# سالیما موکانسانگا
سالیما موکانسانگا (انگلیسی: Salima Mukansanga؛ زادهٔ ۱۹۸۸) داور فوتبال اهل رواندا است. وی از سال ۲۰۱۲ در مسابقات بین‌المللی قضاوت میکند.